# Rutinosio
Il rutinosio è un disaccaride che costituisce la parte zuccherina (glicone) di alcuni flavonoidi, come la rutina.